# SALK-hallen
SALK-hallen är en idrottshall i Alvik i västra Stockholm. Hallen har fått sitt namn från Stockholms Allmänna Lawntennisklubb och används framför allt för tennis.
| Den ursprungliga hallen 1937 och nya hallen i november 2009. |  | Den ursprungliga hallen 1937 och nya hallen i november 2009. |
| Den ursprungliga hallen 1937 och nya hallen i november 2009. |  |                                                              |

## Historia
SALK-hallen i Alvik byggdes 1936–1937 efter ritningar av arkitekterna Erik Fant och Wolter Gahn. Det var en enplansbyggnad med välvt tak uppförd med en stomme av limträbalkar. Hallen hade nio banor. Här spelades den första King’s Cup-turneringen (som Davis Cup fast inomhus) och Sverige förlorade mot Frankrike. Hallen benämndes inledningsvis Alvikshallen.

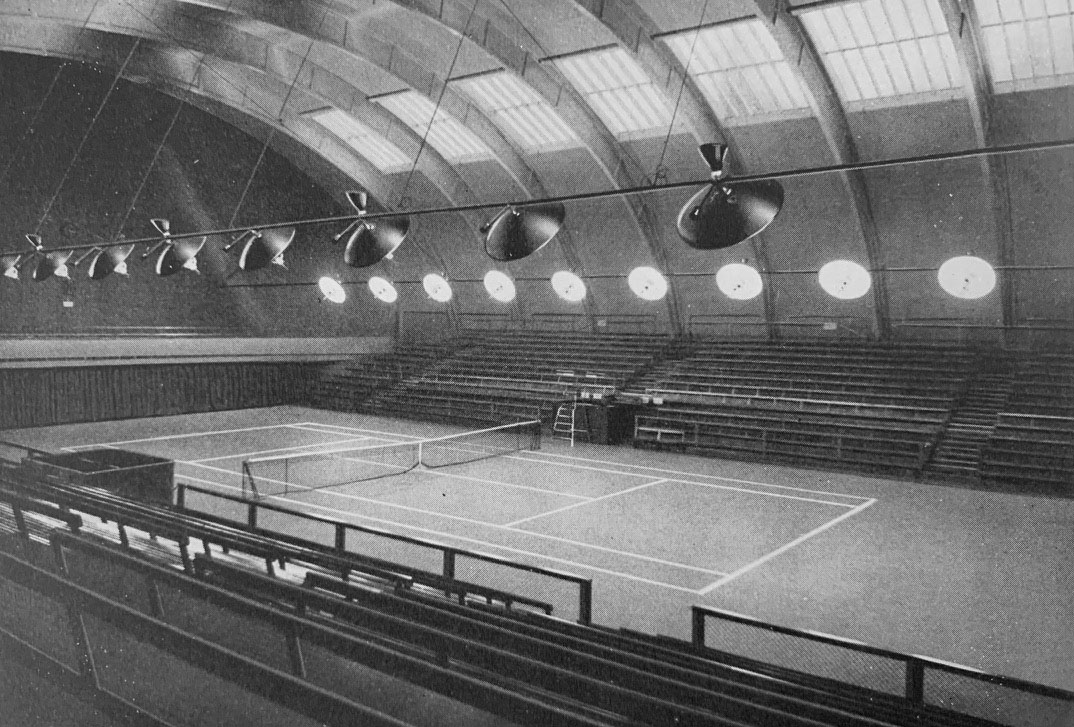
SALK:s stora tävlingshall år 1937, interiör. Tennishallsbelysning med 18 st specialarmaturer (1 400 mm i diameter) för att få ett bländ- och skuggfritt ljus inför King’s Cup.

Klockan med tennisbollar som siffror och den runda termometern på hallens tak blev ett välkänt inslag i Stockholms stadsbild. Båda finns fortfarande på SALK-hallen, men vyn mot dem från Tranebergsbrons västra brofäste är numera blockerad av ett kontorshus som uppfördes på 1990-talet. 
I sin redovisning "Några under åren  1916–1940 fullbordade och avsynade byggen i Stockholm" beskrev dåvarande stadsarkitekten Sigurd Westholm den nya tennishallen 1937:
| ” | Vid entrén till Bromma har en byggnad […] kommit till. Det är en stor tennishall vid Alvik på det fria fältet invid gamla infartsvägen. Sedd från den nya, högre liggande vägen med skogen som bakgrund bildar byggnaden så till form som färg ett verkningsfullt inslag och fägnar ögat som en originell välkomsthälsning från den mötande trädgårdsstaden. | „ |

Den 3 september 1993 totalförstördes Salkhallen. Ett svetsarbete i hallens pannrum var brandorsaken. Byggnaden hade brandlarm, men det hade kopplats bort medan svetsarbetena pågick. Först efter flera timmar upptäcktes branden och när brandkåren kom räckte släckvattnet inte till. Brandmännen tvingades bara följa brandförloppet. När taket störtade in var lågorna 50 meter höga. Försäkringsbolaget Skandia krävde att hallen skulle återuppföras inom ett år. Så blev det också; den 15 augusti 1994 kunde SALK-hallen åter öppna för sina tennisspelare.
Nuvarande SALK-hallen är en betongkonstruktion med 14 banor i två plan. Byggnaden ritades av arkitekt Michael Granit med den gamla hallen som förebild.

## Interiörbilder

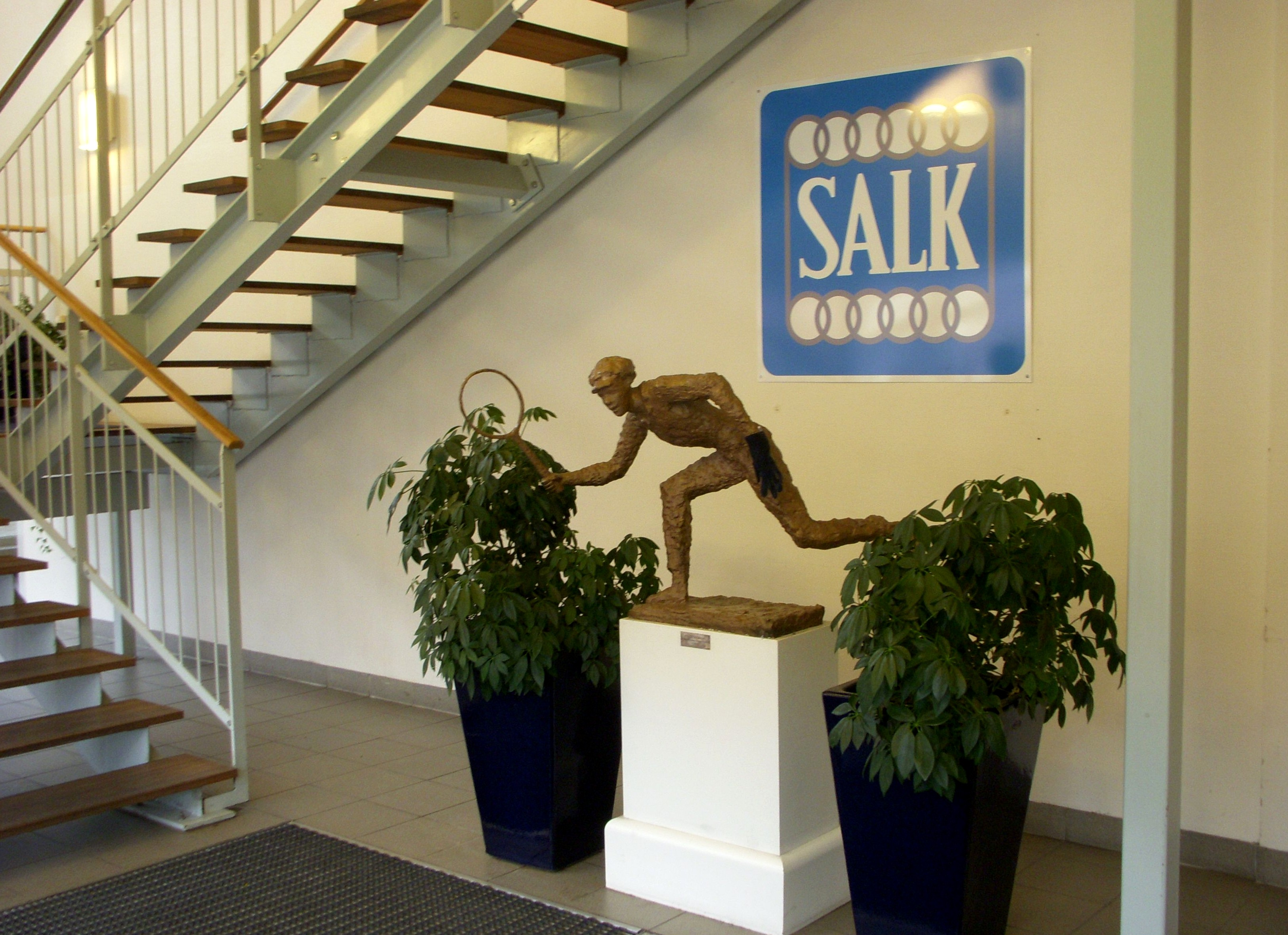
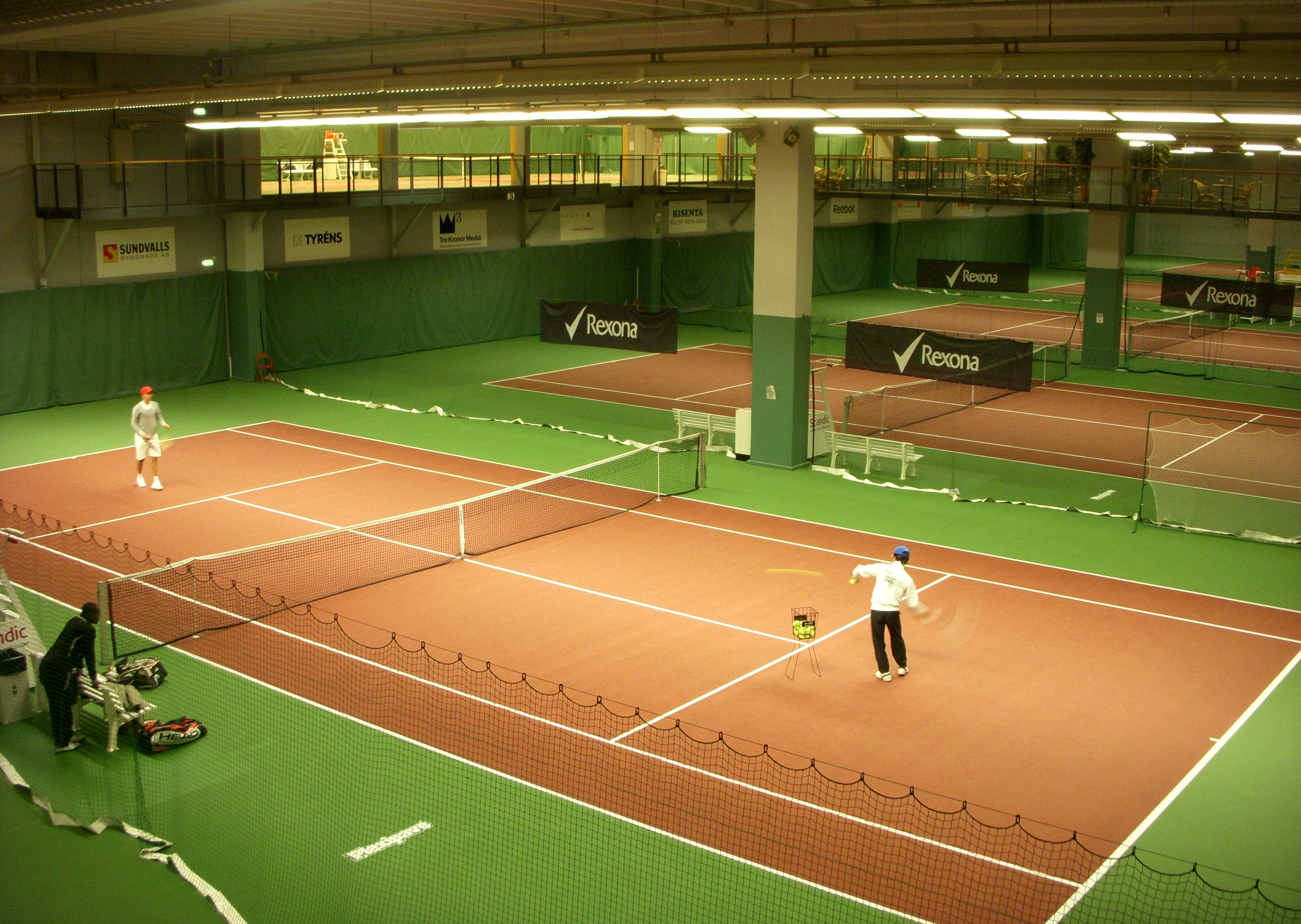
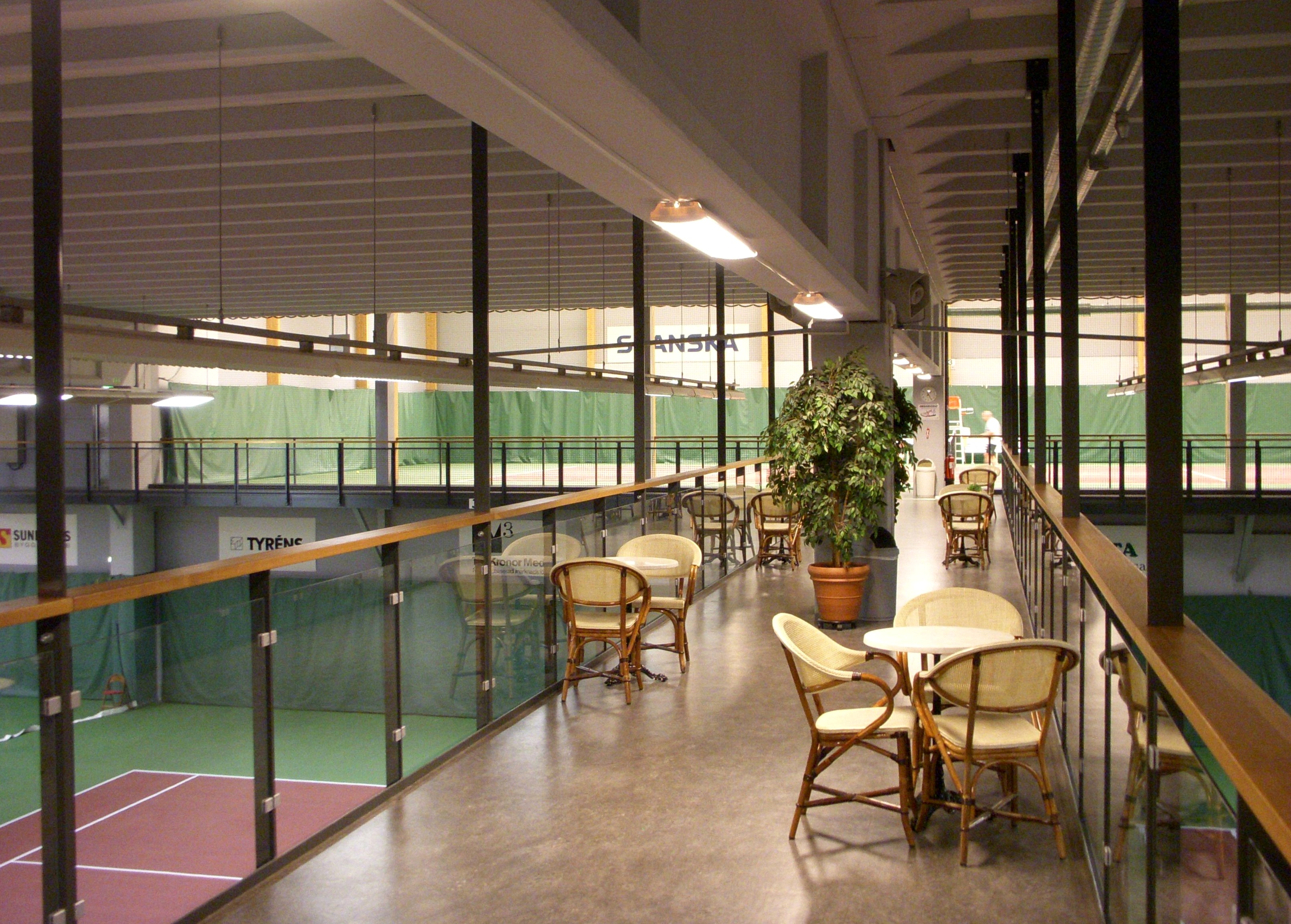
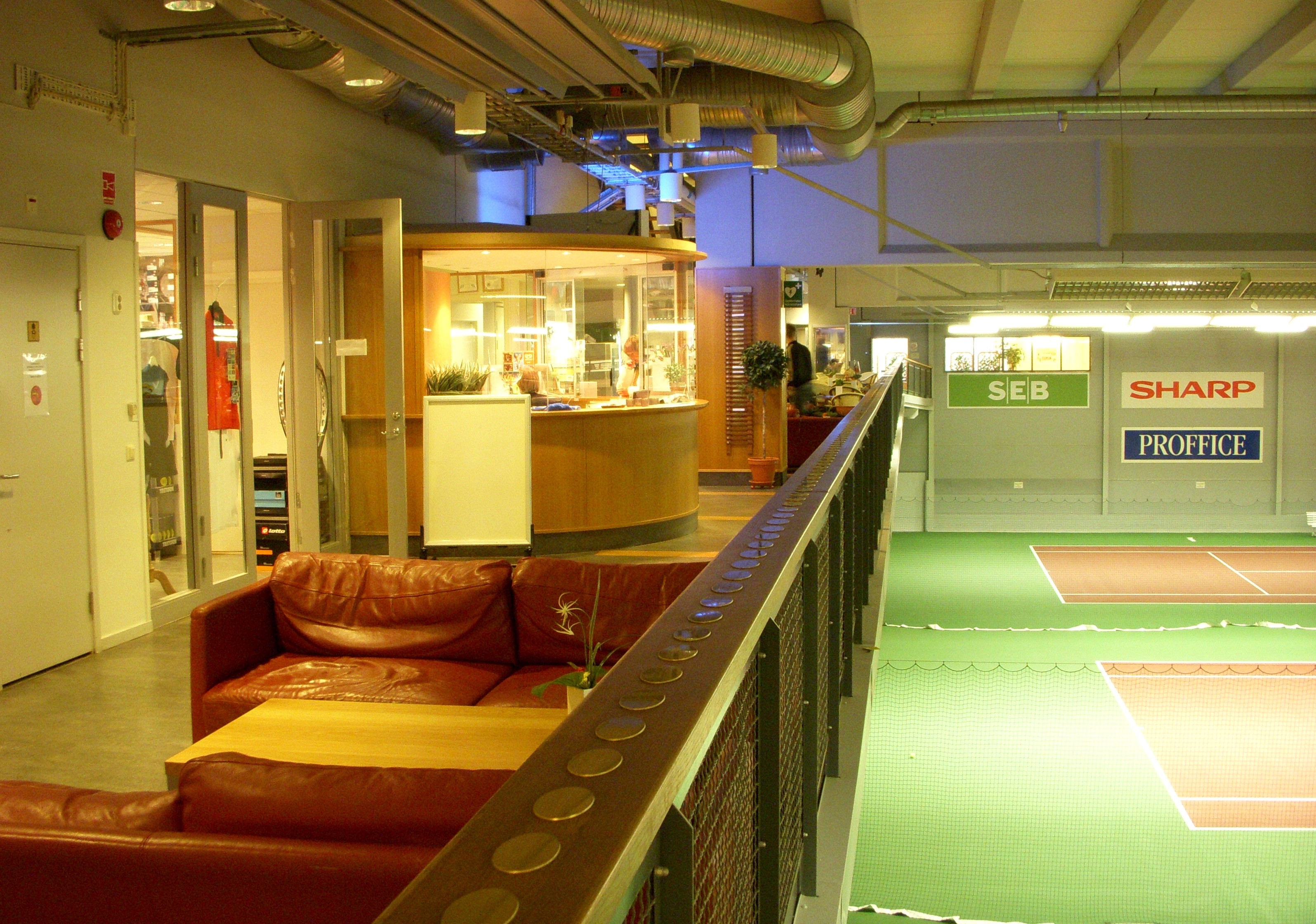